# Helicicultură

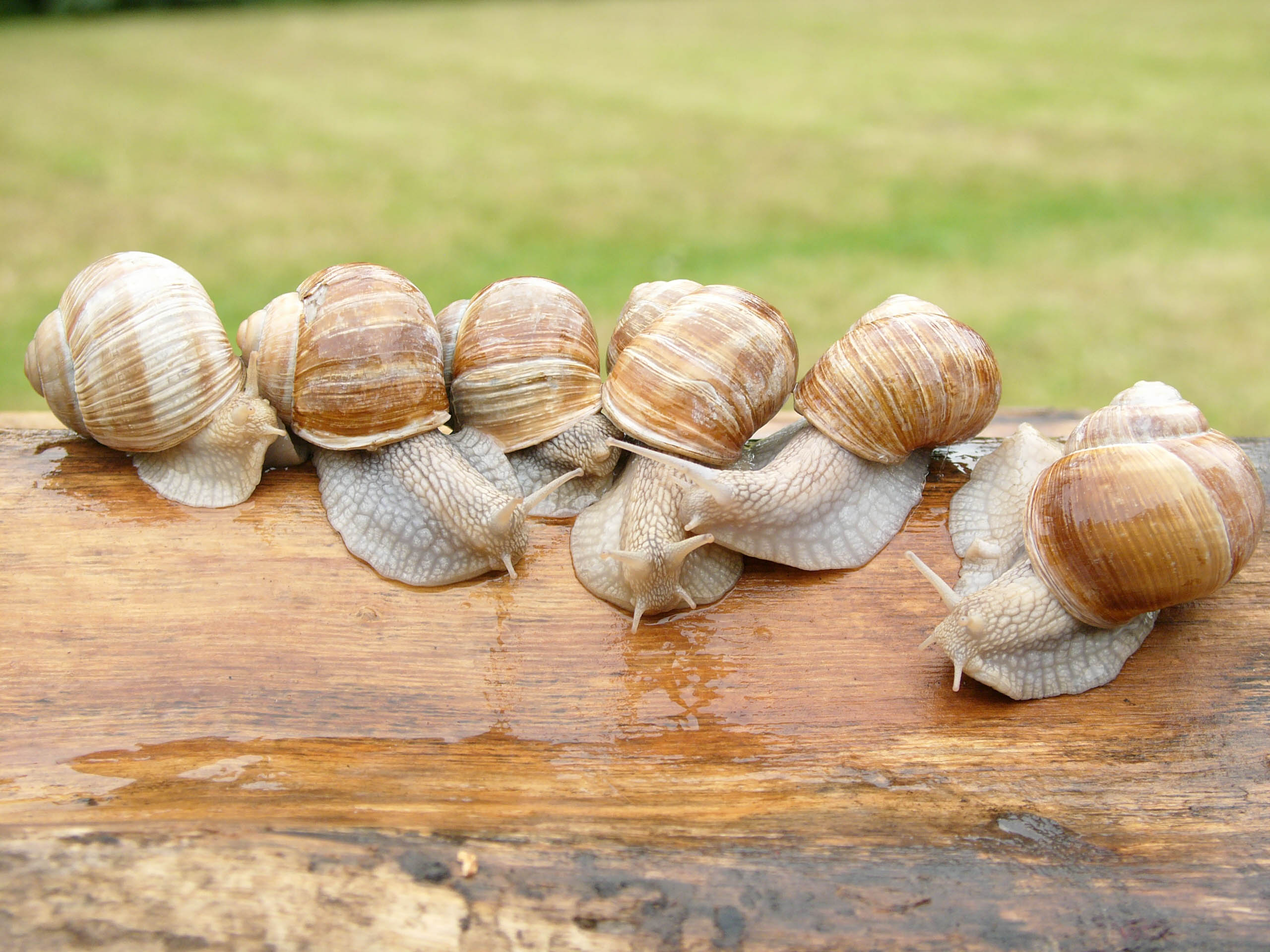
Melci de Burgundia

'Helicicultura este creșterea melcilor comestibili. Termenul derivă din Helix, un nume științific pentru un gen de gastropode.
Numai speciile Helix aspersa (Helix aspersa aspersa și helix aspersa maxima) pot fi crescute profitabil. Într-adevăr, Melcul de livadă (Helix pomatia), oricât de apreciată, nu se reproduce suficient în captivitate și ajunge la maturitate în doi ani față de doar șase luni pentru Helix aspersa.

## Tipuri de helicicultură
Există diferite metode de reproducere care pot fi clasificate după cum urmează:
- cultivarea completă în aer liber (într-un parc), «în stil italian» : melcii sunt parcați în exterior pe un teren (20 până la 100 m²). Un gard electric izolează parcul de prădători și împiedică scăparea melcilor;
- reproducere supraterană, total în clădiri sau în seră. Acest tip de reproducere face posibilă controlul temperaturii, higrometriei și iluminării și protejarea melcilor de anumiți prădători;
- reproducere mixtă: aceasta este cea mai comună și constă în asigurarea reproducerii și începutul creșterii nou-născuților în clădiri cu aer condiționat sau seră, apoi sfârșitul creșterii în parcurile în aer liber.

## Ciclul de reproducere
- Din martie până în octombrie în regiunile cu ierni reci și veri nu prea uscate.
- Din septembrie până în mai în regiunile cu ierni blânde și umede și veri foarte calde și uscate, cum ar fi în anumite regiuni mediteraneene.

## Alimentare
Melcii crescuți sunt în general hrăniți cu alimente uscate (pulbere, granule) care permit o dozare bună a diferitelor elemente necesare și facilitează întreținerea. Dozele variază în funcție de starea melcilor care se află în faza juvenilă, de reproducere sau de îngrășare.
Aceste alimente conțin în principal făină (porumb, leguminoase, orz, grâu). O contribuție de 10 până la 20% de calciu este esențială pentru a permite generarea unei cochilii de calitate. Oligoelemente precum zinc, cupru, fier, mangan, cobalt, seleniu precum și componente precum fosfor, magneziu și sodiu.
Alimentele pentru găinile ouătoare sau porci (porumb, turte de soia și de floarea-soarelui, carbonat de calciu) pot fi, de asemenea, adecvate dacă se adaugă calciu.

## Istoric
Arheologia a arătat că melcii au fost mâncați în Europa de către oamenii preistorici încă din Mezolitic, în jurul 10.000 î.Hr.
În antichitate, grecii și romanii îi plăceau foarte mult. Potrivit lui Plinius cel Bătrân, gurmanzilor romani le plăcea să guste câțiva melci la grătar cu un pahar de vin.
În Istoria Naturală, Plinius ne descrie următoarele fapte::
„Cu puțin înainte de războiul dintre Iulius Cezar și Pompei, Quintus Fulvius Lippinus stabilește ferme pentru melci lângă Tarquinia. Le-a distins prin clase, punând separat pe albii care s-au născut pe teritoriul Rieti, pe cei din Iliria care sunt cei mai mari, pe cei din Africa care sunt cei mai fertili, pe cei din Solite cărora li se acordă primul rang. El chiar și-a imaginat îngrășarea lor cu vin fiert, făină și alte alimente, astfel încât melcii îngrășați să ofere mai multă plăcere gurmanzilor.”
Fermele de melci romane erau incinte vaste, închise de ziduri joase de cenușă sau rumeguș pe care melcii nu le puteau traversa. În aceste parcuri, numite cochlearia, melcii, crescuți cu miile, erau ținuț acolo  până când ajungeau la o dimensiune suficientă pentru a fi mâncați. Romanii au stabilit cohlearia în toate provinciile cucerite, asigurând distribuția melcilor comestibili.

## Listă de melci comestibili

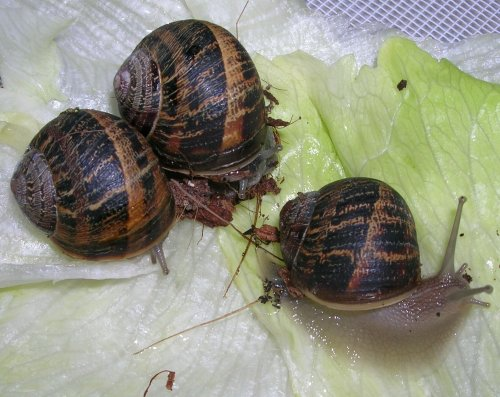
Helix aspersa aspersa hrănindu-se.

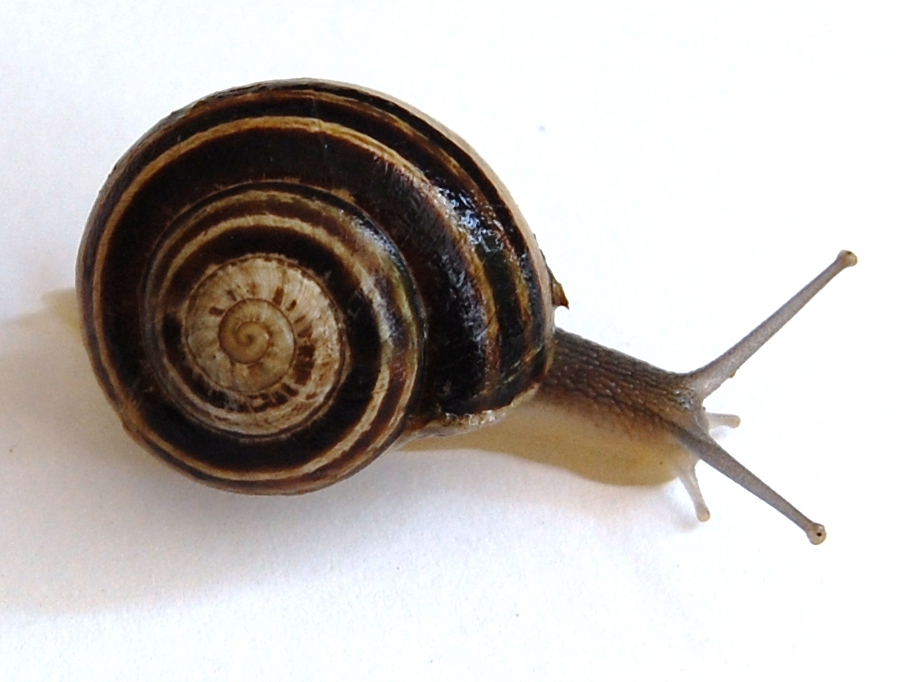
Eobania vermiculata.

Cele mai comune două specii de melci comestibili sunt Helix aspersa și melcul de livadă (Helix pomatia), dar există multe altele care sunt gătite în diferite moduri. Melcul uriaș african (Achatina fulica), de exemplu, se consumă afumat în felii.
Helix lucorum, „Melcul turcesc” seamănă cu melcul de livadă. Este mai puțin apreciat, dar mai ușor de crescut în helicicultură.
Eobania vermiculata, mourguette de Provence care locuiește pe coasta mediteraneană, foarte apreciat de locuitorii din regiune.

## Pregătirea melcilor
Melcul are particularitatea de a fi un fel de mâncare lung de pregătit. Pregătirea și, mai precis, curățarea, corespund unei succesiuni de operațiuni care se efectuează pe o perioadă de câteva zile sau chiar câteva săptămâni. În general, începe cu o fază de post are durează între 15 zile și trei săptămâni. Cu toate acestea, această dietă nu este sistematică. De fapt, nu este neobișnuit să li se dea să consume ierburi aromatice pentru a aroma carnea (rozmarin, cimbru, mentă, patrunjel Cimbru de câmp) sau pentru favorizarea eliminării substanțelor prezente în intestin. Alții le administrează iarbă pentru a le « curăța » sau chiar a le hrăni cu făină, chiar lapte, pentru ai îngrășa. Făina tărâță se recomandă pentru a elimina « nocivitatea» din tractul digestiv.
Melcii sunt apoi puși în sare sau oțet pentru a îndepărta mucusul. Se spală bine, apoi se perie, înainte de a fi opărite timp de zece minute (aceasta este reglementarea europeană în cazul comercializării) pentru a facilita decojirea. Melcii sunt extrași unul câte unul din cochilii lor folosind o furculiță mică și amputată de partea considerată necomestibilă, hepatopancreasul. Apoi urmează o spălare intensă și repetată cu apă de oțet și sare. Împreună cu curățarea cărnii, cojile sunt, de asemenea, spălate cu grijă.
Așa-numitul melc „în stil burgundian”, prezentat în coajă, însoțit de usturoi și unt marmorat este cel mai comun mod de a găti acest animal.